# Oratorio dei Santi Jacopo e Filippo
L'oratorio dei Santi Jacopo e Filippo è un luogo di culto cattolico che si trova in via della Scala a Firenze.

## Storia e descrizione
Faceva parte dello spedale di Michi, sorto alla fine del Duecento e che occupava metà dell'isolato tra via della Scala, via del Porcellana e via Palazzuolo. Nel 1504 l'ospedale venne soppresso e dal 1589 cominciò a dare asilo alle «fanciulle oneste e povere», fu poi trasformato nel convento delle Monache della Carità, dette anche le Stabilite.
Nel 1626 venne ampliato, e la chiesa fu ricostruita da Matteo Nigetti, con ciclo ad affresco in dieci scomparti raffigurante le Opere di Carità realizzato da Cosimo Ulivelli. 
Soppresso nel 1808, il complesso venne incorporato nella struttura del palazzo Grassi, oggi adibito ad albergo. Una parte fu affidata alla Compagnia della Santissima Concezione e vi fu ricreato un ospedale detto dei Barelloni, perché i confratelli trasportavano i malati con barelle, anziché con le gerle usate dalla Misericordia.
Dal 1985 la chiesa è divenuta la sede toscana dei Cavalieri dell'Ordine Equestre del Santo Sepolcro.

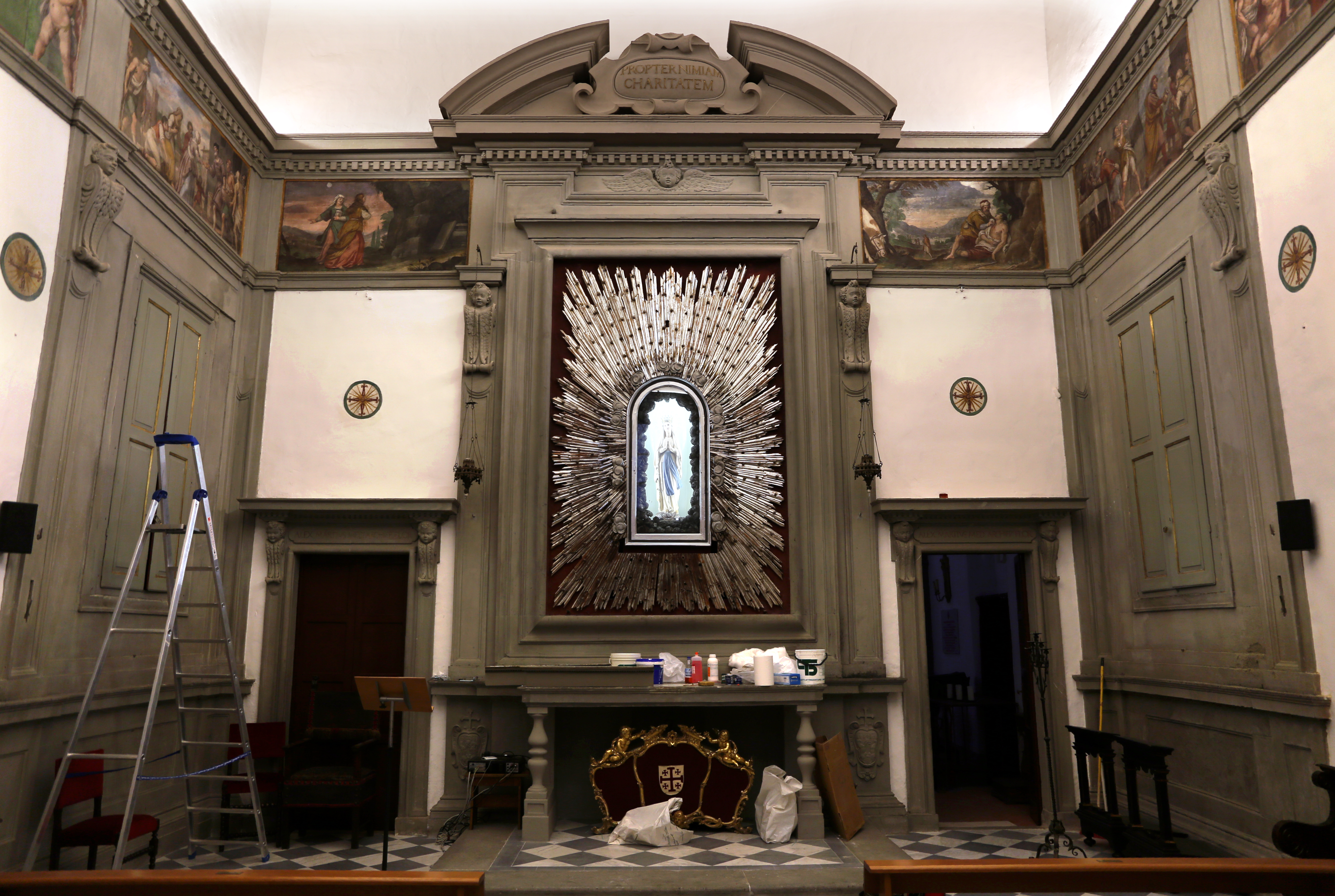
Interno
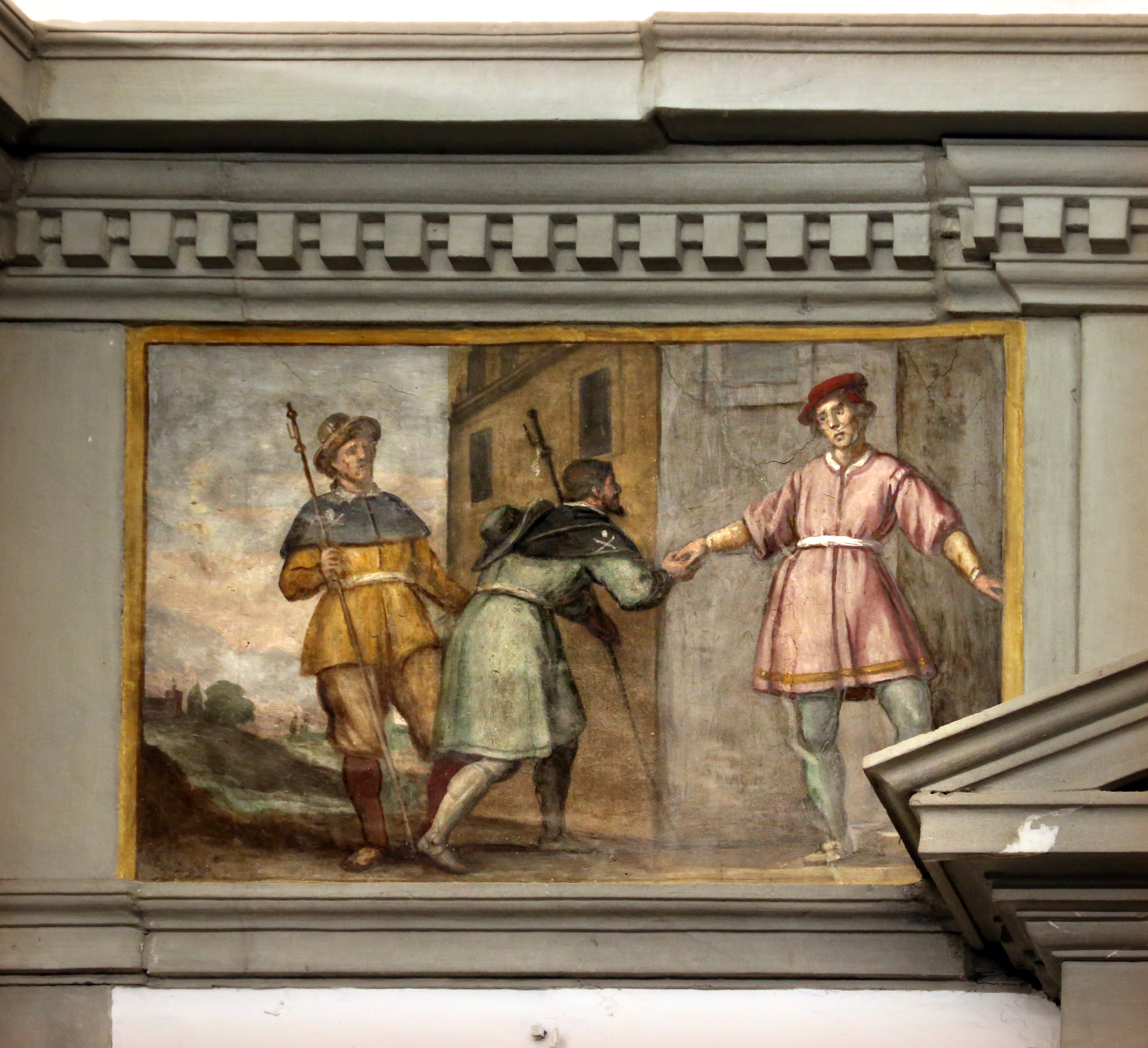
Accogliere i pellegrini, di Cosimo Ulivelli